# Calanthemis sanguinicollis
Calanthemis sanguinicollis là một loài bọ cánh cứng trong họ Cerambycidae.